# 坛花兰
坛花兰（学名：Acanthephippium sylhetense）为兰科坛花兰属下的一个种。